# Kaeser Kompressoren
Kaeser Kompressoren SE er en tysk producent af trykluftsteknik og kompressorer. Virksomhed ejes af Kaeser-familien og har hovedkvarter i Coburg, Oberfranken.
I 2021 havde de 7.500 ansatte og omsatte for 1,3 mia. euro.
27. juni 1919 grundlagde Carl Kaeser en maskinfabrik til produktion af gear til biler og motorer.